# Japanse zeepbelslak
De Japanse zeepbelslak (Haloa japonica, synoniem Haminoea japonica) is een slakkensoort uit de familie van de Haminoeidae. De wetenschappelijke naam van de soort werd in 1895 voor het eerst geldig gepubliceerd door Henry Augustus Pilsbry. In Nederland werden in juni 2018 duizenden exemplaren van deze slak gevonden bij de jachthaven bij Wolphaartsdijk aan het Veerse Meer.

## Beschrijving
Japanse zeepbelslak is een zeeslak met een dunne, fragiele schelp die tot 20 millimeter groot kan worden. De slakken zelf zijn overwegend bruinachtig, met donkere en lichte vlekjes. De soort is herbivoor, voedt zich voornamelijk met diatomeeën.

## Verspreiding
De Japanse zeepbelslak is inheems in het noordwesten van de Stille Oceaan, van het noorden van Japan tot Hongkong. Het werd geïntroduceerd aan de westkust van Noord-Amerika, waar zijn verspreidingsgebied zich uitstrekt van Brits-Columbia tot Zuid-Californië. Geïntroduceerde populaties zijn ook bekend uit Spanje, Frankrijk en Italië. Deze soort wordt geassocieerd met de aquacultuur van de Japanse oester (Crassostrea gigas) en de Filipijnse tapijtschelp (Venerupis philippinarum), de meest waarschijnlijke bron voor de introductie en verspreiding. Het leeft in ondiepe slib- en moddersubstraten, rotsachtige kusten, oesterbanken, boothellingen, jachthavens en dokdobbers, waar het op algen graast. Deze soort heeft gevolgen gehad voor de menselijke gezondheid in de Baai van San Francisco, waar het een gastheer is voor parasitaire wormen die ernstige 'zwemmersjeuk' veroorzaakt bij zwemmers.